# Гедиавай
Гедиавай (фр. Guédiawaye) — город, центр одноимённого департамента в регионе Дакар в Сенегале. Расположен на берегу Атлантического океана к северо-востоку от департамента Дакар. В 2013 году его население составляло 329 659 человек. До середины 2000-х годов территория входила в состав департамента Пикин.

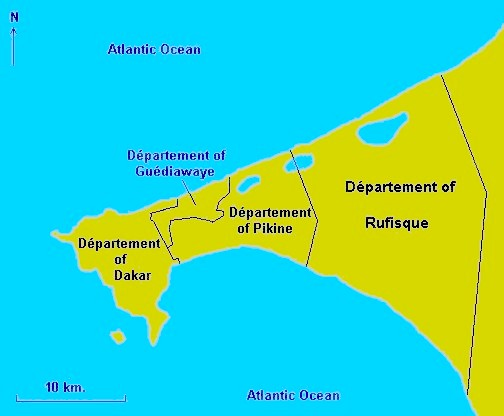
Местоположение Гадиавея

## Администрация
В административных целях город является единым округом, разделённым на 5 коммун (д’аррондисман), с населением на 2013 г. (указано в скобках):
- Гольф Суд (92 345)
- Сэм Нотер (78 660)
- Ндиареме Лимамулайе (35 171)
- Вахинане Нимзатт (89 721)
- Медина Гунасс (33 762)

## История
Город был основан в 1950-х годах как город-спутник города Дакар. Есть большой крытый рынок. Еще одно неформальное сообщество выросло рядом с ним с 1960-х годов[прояснить].

## Известные уроженцы
Тони Сильва — сенегальский футболист.

## Города-побратимы
- Бирмингем, Алабама, США.
- Тифарити, САДР.